# Zwinglikirche (Zweibrücken)

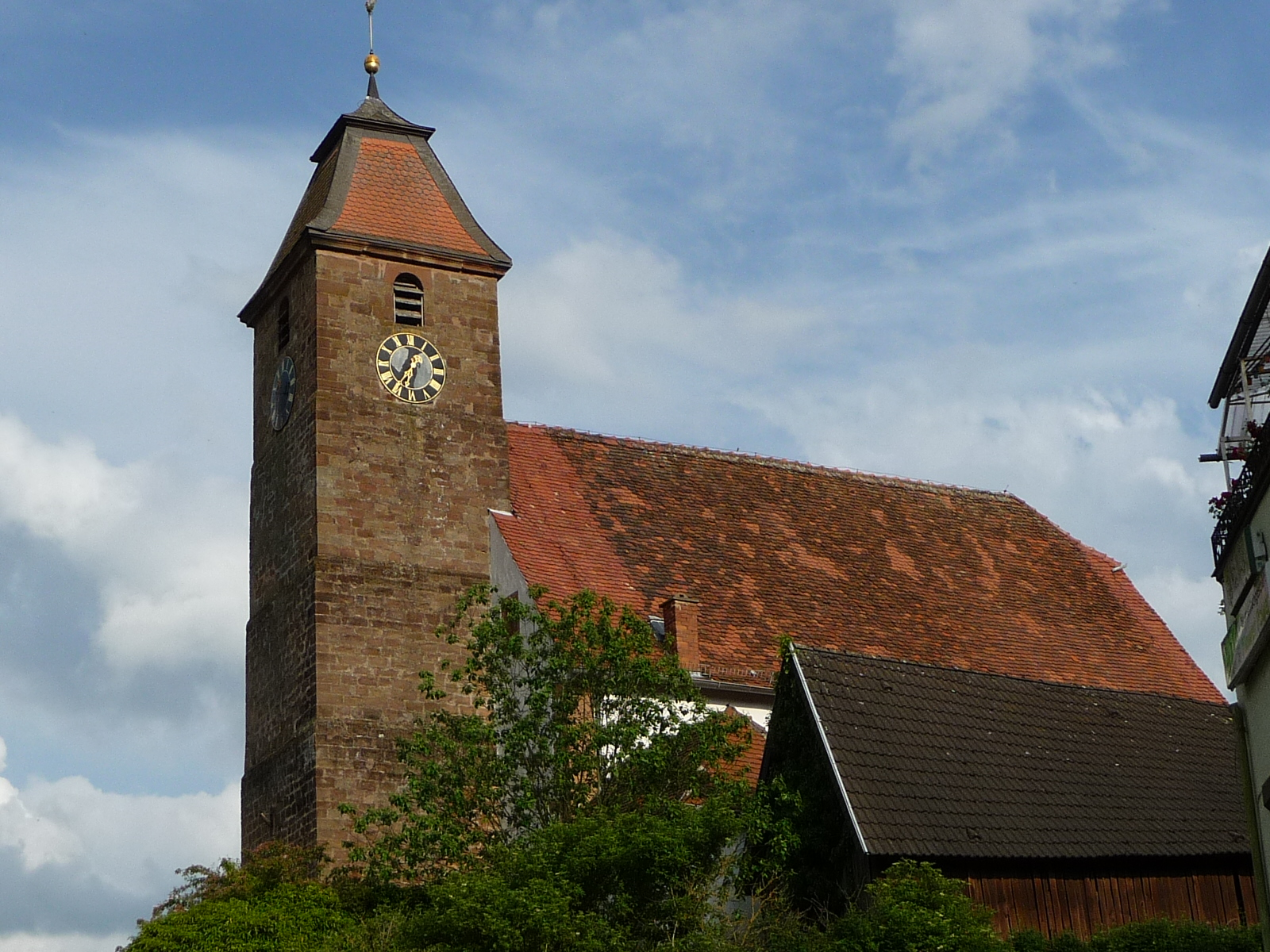
Zwinglikirche

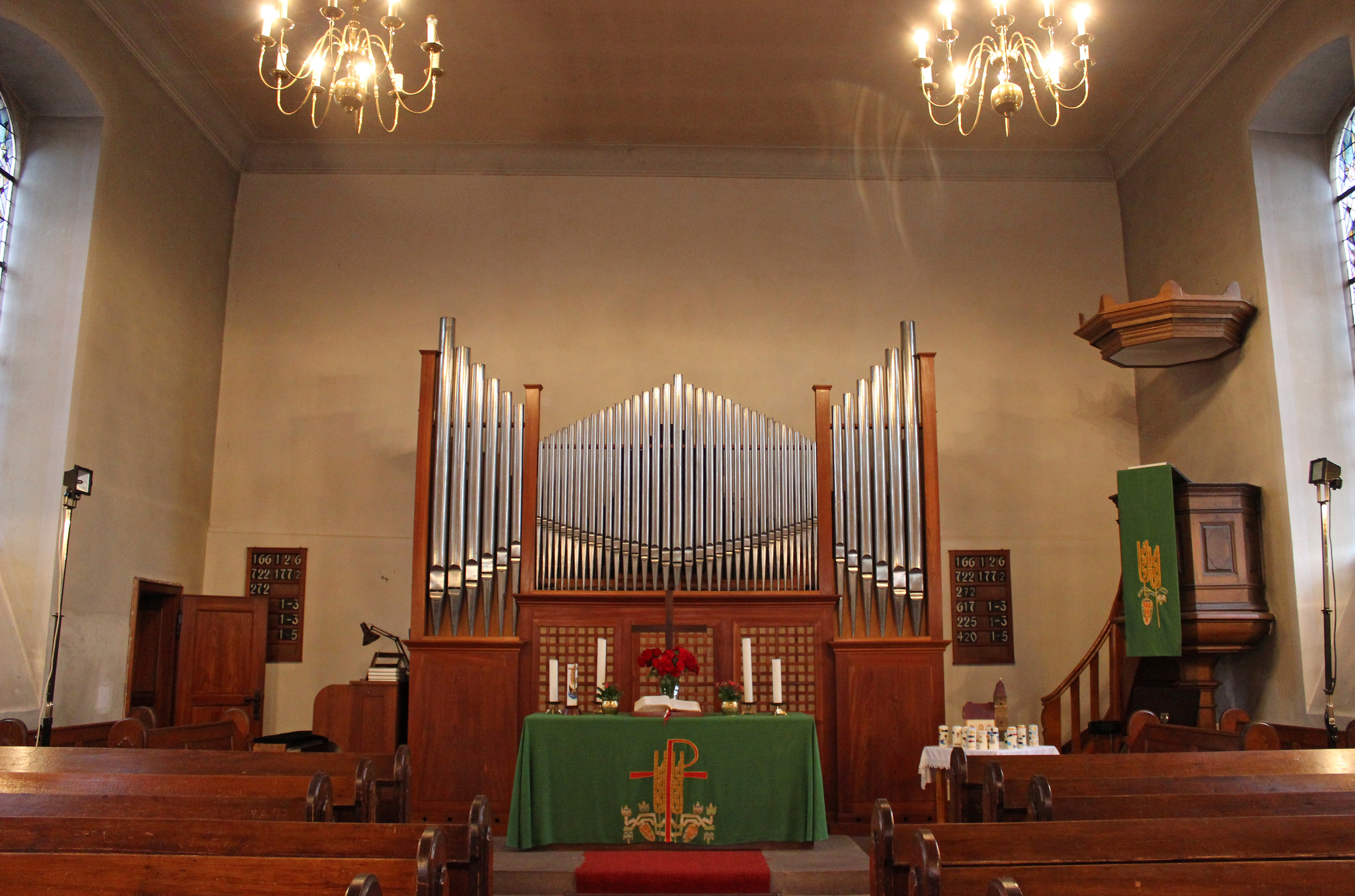
Innenansicht

Die protestantische Zwinglikirche steht in Zweibrücken-Niederauerbach, im alten Kern, in der Denkmalstraße. Sie wurde um 1750 gegründet und erhielt 1956 nach umfassender Renovierung den Namen „Zwingli-Kirche“. Mit Berlin-Friedrichshain gibt es in Deutschland nur zwei Kirchen, die nach dem Reformator Ulrich Zwingli (1484–1531) benannt sind. Die Namensgebung „Zwingli-Kirche“ für die protestantische Kirche folgt der unbelegten Überlieferung, dass der Schweizer Reformator auf dem Weg zu den Marburger Religionsgesprächen im Jahr 1529 in Niederauerbach übernachtet haben soll.
Die Kirche wurde ab 1755 von dem schwedischen Hofbaumeister Jonas Erikson Sundahl errichtet. Während einer umfassenden Renovierung 2016 und 2017, die die Orgel (Baujahr 1956)
Böden, Bänke, Beleuchtung, Elektrik und Mauerwerk umfasste, wurden historische Knochen und Münzen gefunden. Im hinteren Bereich der Kirche ist der Boden teilweise verglast; so kann der Besucher nun die historischen Sandsteinplatten betrachten, unter denen die Gebeine erneut beigesetzt wurden. 